# Годвін Аттрам
Годвін Аттрам (англ. Godwin Attram, нар. 7 серпня 1980, Аккра) — ганський футболіст, що грав на позиціях півзахисника і нападника, зокрема за національну збірну Гани.

## Клубна кар'єра
У дорослому футболі дебютував 1996 року виступами за команду «Аккра Грейт Олімпікс», в якій провів два сезони.
1998 року був запрошений до нідерландського ПСВ, у складі головної команди якого так і не дебютував. Натомість наступного року був відданий в оренду до данського «Сількеборга», де провів два роки, виборовши Кубок Данії 2000/01.
Протягом 2001—2003 років виступав за туніський «Стад Тунізьєн», після чого перейшов до саудівського «Аль-Шабаба». У складі цієї команди відіграв чотири з половиною сезони, протягом яких двічі допомогав їй вигравати чемпіонат Саудівської Аравії, здобувши за цей час також два титули найкращого бомбардира національної першості.
Згодом у 2008—2014 роках продовжував грати на Близькому Сході, захищав кольори саудівських «Аль-Хазма» та «Хаджера», еміратських «Аль-Шабаба» (Дубай) та «Хатти», а також єгипетської «Смухи» і катарської «Аль-Шаханії».
Завершував ігрову кар'єру у рідній «Аккра Грейт Олімпікс», де знову грав у 2015—2016 роках.

## Виступи за збірну
1997 року дебютував в офіційних матчах у складі національної збірної Гани. Протягом наступних десяти років провів у її формі 10 матчів, забивши 1 гол.
У складі збірної був учасником Кубка африканських націй 2006 року в Єгипті, де виходив на поле в одній грі.

## Титули і досягнення

### Командні
- Володар Кубка Данії (1):

«Сількеборг»: 2000–2001
- Володар Кубка Тунісу (1):

«Стад Тунізьєн»: 2002–2003
- Чемпіон Саудівської Аравії (2):

«Аль-Шабаб»: 2003–2004, 2005–2006

### Особисті
- Найкращий бомбардир чемпіонату Саудівської Аравії (2):

2003–2004 (15), 2006–2007 (13)